# Мадам Бовари от Сливен
„Мадам Бовари от Сливен“ е български игрално-телевизионен филм  (социално-психологическа драма) от 1991 година на режисьора Емил Цанев, по сценарий на Илия Костов. Оператор е Пламен Кинков. Музиката във филма е композирана от Божидар Пейков, Николай Вълчинов. Художник Владимир Хиков.
Музика и изпълнение на песента „Бразилия“ - Николай Вълчинов.

## Сюжет
Провинциален град в края на 80-те години. Ема и Вера са колежки във фризьорския салон, където дните се изнизват безметежно. Ема отказва да се примири със скучното ежедневие и непрекъснато търси промяна. Опитите ѝ да си намери съпруг в клубовете за запознанства не водят до успех. С помощта на своята колежка, Ема се запознава с Иван – заможен и добър човек, но с твърде ограничени интереси, които се изчерпват с това как да хване сръбската телевизия. Тя не може да разговаря с него за книгите и филмите, които я вълнуват. Сивият ѝ живот се променя, след като среща Петко Деспотов – актьор в местния театър, който ѝ предлага главна роля в пиесата „Мадам Бовари“. Емилия напуска Иван, но Деспотов получава предложение от театър в столицата и бързо решава, че „неговата героиня“ само ще му пречи… Емилия отново е сама…

## Актьорски състав
| Изпълнител                     | Роля                                    |
| ------------------------------ | --------------------------------------- |
| Ели Скорчева                   | Емилия Велева, фризьорка                |
| Ирина Муравьова                | Вера, приятелката на Емилия             |
| Хуан Диего                     | испанският танцьор                      |
| Пламена Гетова                 | колежката                               |
| Филип Трифонов                 | Петко Деспотов, режисьорът              |
| Стефан Попов                   | Иван Димитров, колега на Вера           |
| Марияна Крумова                | колежката                               |
| Мария Русалиева                | майката на Емилия                       |
| Тодор Близнаков                |                                         |
| Ева-Мария Радичкова            | присъстваща на срещата в хотел „Родина“ |
| Участват още                   |                                         |
| Николай Вълчинов               | царят на гимназията                     |
| Коста Карагеоргиев             | конферансието                           |
| Лидия Маркова                  |                                         |
| Добри Добрев                   |                                         |
| Никола Латев                   |                                         |
| Богдана Вулпе                  |                                         |
| Мария Седлоева                 |                                         |
| Емил Марков                    |                                         |
| Свилен Тонев                   |                                         |
| Жарко Павлович                 |                                         |
| Агоп Мичкинян                  |                                         |
| Хачо Бояджиев (не е в титрите) | председателят на журито                 |
| Илия Костов (не е в титрите)   | човек във фоайето на хотела             |

## История на заснемането
Снимките започват още през 1989 г. Филмът е един от първите опити за преодоляване на идеологическа цензура в началото на перестройката. Разпространението му е в условията на настъпващата пазарна икономика и в българското кино.